# École d'art de Nyundo
L'École d'art de Nyundo est une école prodiguant un enseignement artistique située à Nyundo, au Rwanda, dans le district de Rubavu (province de l'Ouest), à quelque dix kilomètres à l'est de Gisenyi.
C'est la seule école de sculpture, peinture, dessin et graphisme au Rwanda.
L'école a également des succursales à l'échelle nationale pour encourager les talents, en particulier dans les centres régionaux polytechniques intégrés (CIPR) situés dans chaque province et dans la capitale, Kigali.

## Histoire
En 1959, le missionnaire belge Marc Wallenda, principal fondateur de l'enseignement artistique au Congo et notamment de l'école Saint-Luc, prend la direction de l'école professionnelle de Nyundo, dans le district de Rubavu, et y fonde une école d'art publique, la seule école d'art du Rwanda.
En février 2013, lors d'un symposium sur les arts et l'artisanat organisé en collaboration avec la Rwanda Arts Initiative, Jerome Gasana, directeur général de la Workforce Development Authority, dévoile un plan visant à la promotion et la professionnalisation de l'industrie de l'art au Rwanda. Le gouvernement affecte 500 millions de francs rwandais à cette initiative. La promotion des arts et de l'artisanat devient une priorité, visant à rendre chaque artiste rwandais compétitif au niveau international. L'éducation musicale fait partie des nouvelles initiatives.
La section musicale a été délocalisée à la fin des années 2010.